# Philippe Comtois
Philippe Comtois (ur. 25 sierpnia 1976 w Montrealu) – kanadyjski skoczek do wody, dwukrotny olimpijczyk (Atlanta, Ateny), uczestnik mistrzostw świata w latach 1998-2003.

## Przebieg kariery
W latach 1995–1997 startował przede wszystkim w zawodach rangi Grand Prix i Pucharu Świata. Startował na igrzyskach olimpijskich w Atlancie, gdzie brał udział w konkurencji skoku z trampoliny 3 m i z wynikiem 551,28 pkt uplasował się na 16. pozycji. W ramach rozgrywanych w 1998 roku mistrzostw świata wystąpił w trzech konkurencjach – w skoku z trampoliny 3 m zajął indywidualnie 7. pozycję a synchronicznie zajął 9. pozycję, natomiast w skoku z trampoliny 1 m zajął indywidualnie 11. pozycję. Był uczestnikiem igrzysk Wspólnoty Narodów rozgrywanych w Kuala Lumpur i igrzysk panamerykańskich rozgrywanych w Winnipeg, ale nie wywalczył tu żadnych medali. W latach 90. brał udział w uniwersjadzie, gdzie zdobył dwa medale – w 1995 zdobył brązowy medal w rywalizacji drużynowej, w 1999 roku zaś zdobył srebrny medal w konkurencji skoku z trampoliny 1 m.
W czasie mistrzostw świata w Fukuoce brał udział w zawodach w konkurencji skoku z trampoliny 3 m, gdzie zajął 27. pozycję. Na rozgrywanych dwa lata później mistrzostwach świata w Barcelonie startował w trzech konkurencjach – w skoku z trampoliny 1 m zajął 18. pozycję, w skoku synchronicznym z trampoliny 3 m zajął 9. pozycję, natomiast w skoku synchronicznym z wieży 10-metrowej zajął również 9. pozycję. Na igrzyskach panamerykańskich w Santo Domingo otrzymał dwa złote medale, w konkurencjach skoku synchronicznego z trampoliny 3 m i wieży 10 m.
W ramach igrzysk olimpijskich w Atenach brał udział w dwóch konkurencjach. W konkurencji skoku z trampoliny 3 m zajął ostatecznie 13. pozycję z wynikiem 629,22 pkt, natomiast w konkurencji skoku z wieży 10 m synchronicznie zajął 5. pozycję z wynikiem 351,90 pkt (do tych zmagań przystąpił z kolegą z kadry Alexandre Despatie).